# Gunnar Halvorsen
Gunnar Halvorsen (* 24. Juli 1945 in Arendal; † 6. März 2006) war ein norwegischer Politiker der Arbeiderparti (Ap). 

## Leben
Halvorsen machte im Jahr 1968 seinen Abschluss als Elektromonteur. Ab 1972 arbeitete er als Elektroinstallateur in seiner eigenen Firma. Von 1985 bis 1994 gehörte er dem Heimevernet, der norwegischen Reservestreitmacht, an.
Halvorsen war in der Periode 1979–1983 Bürgermeister von Åmli. Im Kommunalparlament der Gemeinde saß er insgesamt von 1967 bis 1983. Zwischen 1975 und 1993 war Halvorsen Mitglied im Fylkesting der damaligen Provinz Aust-Agder. In den Jahren 1988 bis 1992 war er stellvertretender Vorsitzender der Ap in seiner Provinz.
1993 wurde er zum Abgeordneten des norwegischen Parlamentes (Storting) gewählt. Er vertrat dort bis 2005 den Wahlkreis Aust-Agder. Während seiner Abgeordnetenzeit  gehörte er verschiedenen Ausschüssen an (Verteidigungsausschuss, Wahlausschuss, Wirtschaftsausschuss).